# هاري وود (عسكري)
هاري وود هو عسكري كندي، ولد في 16 مارس 1894، وتوفي في 28 أغسطس 1959.